# Hoornantenne

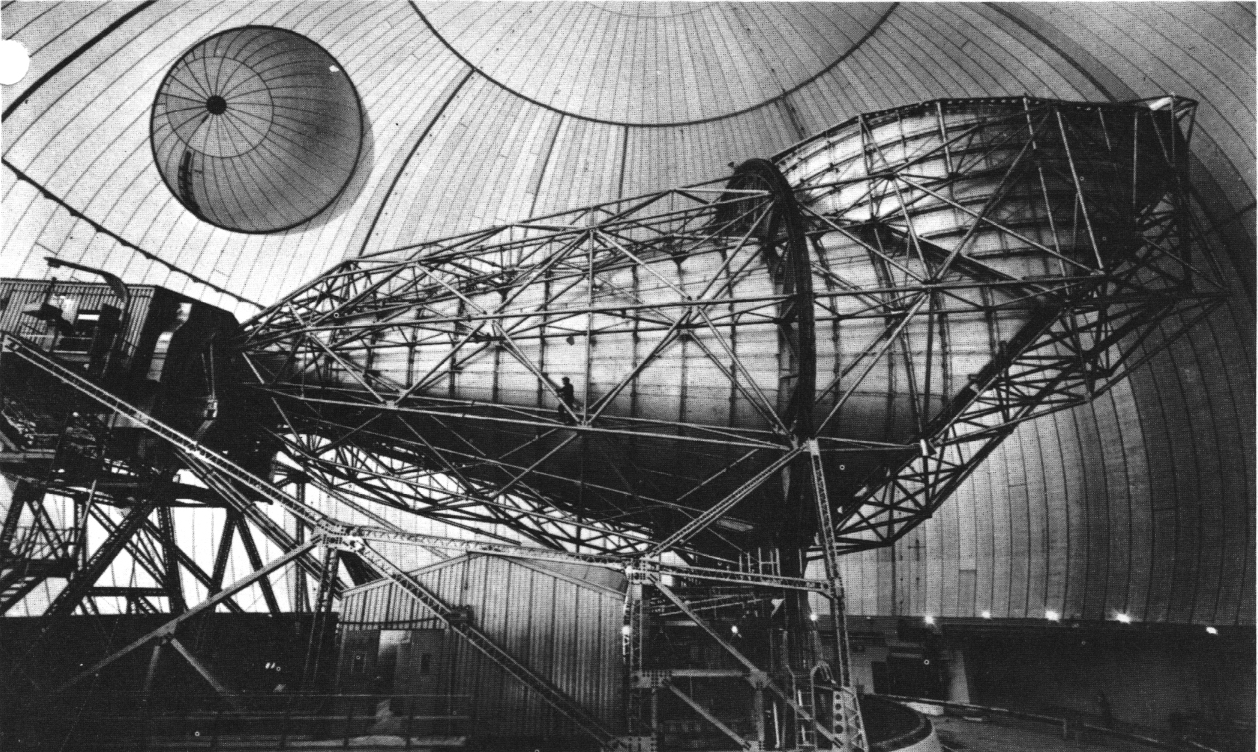
Hoornantenne van Andover in de jaren 1960

Een hoornantenne is een antenne die wordt gebruikt om elektrische signalen te zenden en ontvangen. Ze werden in de jaren 1960 veel gebruikt, vooral voor ultra-high frequency. De antenne heeft de vorm van een hoorn, vandaar de naam. Het uiteinde van een hoornantenne loopt wijd uiteen. Om goed te kunnen werken moet de hoornantenne een bepaalde grootte hebben. Als de antenne te klein is voor het signaal, zal de antenne niet optimaal werken. Het voordeel van een zendende hoornantenne ten opzichte van een andere antenne is dat een hoornantenne beter kan worden gericht, dus treden er aan de randen minder verliezen op en wordt al het vermogen geconcentreerd. Voor een ontvangende hoornantenne is het grootste voordeel dat alleen de zender waarop wordt gericht, wordt ontvangen.
Hoornantennes worden gebruikt in schotels en ook voor radarcontroles in het verkeer. De hoornantenne van Andover in Maine werd voor de verbinding met de communicatiesatellieten van het type Relay gebruikt voor telecommunicatie. De eerste trans-Atlantische televisieverbinding werd in 1962 ook met de hoornantenne in Andover in Amerika, de kunstmaan Telstar en een antenne in Pleumeur-Bodou in Frankrijk gerealiseerd. De kosmische achtergrondstraling is door Penzias en Wilson bij toeval in 1964 met een hoornantenne ontdekt. Dat was met een hoornantenne in Holmdel in de Verenigde Staten.